# Horacee Arnold
Pour les articles homonymes, voir Arnold.
Horacee Arnold est un batteur né à Louisville (Kentucky) le 25 septembre 1937.
Son frère aîné lui fait découvrir le jazz.
Installé en Californie, il commence à pratiquer la batterie en 1957, encouragé par Maurice Miller.
De retour à Louisville en 1958, il joue avec Roland Kirk Max Roach. Il propose sa candidature à la Lenox School of Jazz, mais il échoue à l'examen d'entrée.
À New York il joue avec Charlie Mingus (1960), Barry Harris (1962), Bud Powell (1964), Hugh Masekela (1965), Tal Farlow (1966), Don Friedman (1966), sans pour autant enregistrer, mais aussi avec Chick Corea et Robin Kenyatta. Il participe à quelques enregistrements, essentiellement vers la fin des années 1970, et produit deux disques sous son nom en 1973-1974.